# 富山県五福公園
富山県五福公園（とやまけんごふくこうえん）は、富山県富山市五福にある富山県立の都市公園（運動公園）である。施設は富山県が所有し、公益財団法人富山県民福祉公園が指定管理者として運営管理を行っている。

## 沿革
1908年（明治41年）から1945年（昭和20年）まで、この地にあった富山歩兵聨隊（ほへいれんたい）跡地を利用した公園で、1950年（昭和25年）に県営富山野球場を建設、1957年（昭和32年）には、翌年に富山で行われた第13回国民体育大会に合わせ、県営陸上競技場が建設された。また、隣接して富山商業高校があったが、1983年（昭和58年）に富山商業高校が近隣地に移転したため、1985年（昭和60年）に跡地を野球広場や多目的スポーツ広場、駐車場などに再整備し、現在の形態となる運動施設を中心とした総面積15.6ヘクタールの都市公園となった。
現在は公園に隣接して、富山大学五福キャンパス、アオイスポーツハウスなど、近隣には富山工業高校、富山商業高校などがあり、これらの学生達、また多くの富山市民、富山県民に利用されている。

## 公園内施設
- スポーツ施設はジョギングコースを除き、利用料が必要である。
- すべての施設は照明設備がないため夜間は利用出来ない。

### 県営富山野球場
- 両翼：91m、中堅：122m
- 内野：クレー舗装、外野：天然芝
- 収容人員：20,000人
  - 富山市民球場アルペンスタジアムが出来るまでは、富山県内で最も大きな球場だった。

### 五福公園陸上競技場
- 日本陸上競技連盟第2種公認
- トラック：全天候型舗装 400m×8レーン
- 収容人員：約20,000人
  - 富山県総合運動公園陸上競技場が出来るまでは、富山県内で最も大きな陸上競技場だった。

### 五福野球広場

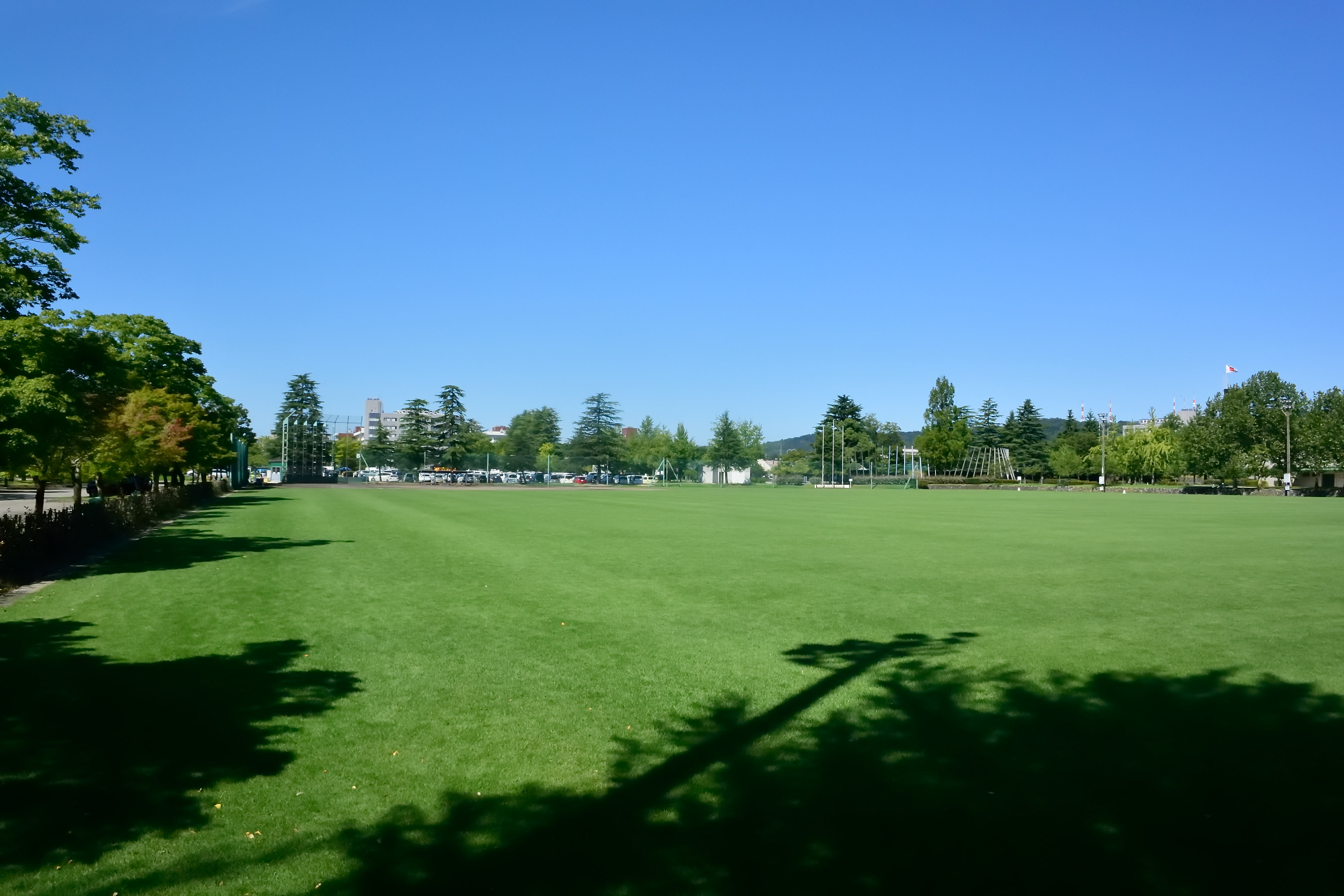
五福野球広場

- 軟式野球・ソフトボール用グラウンド 2面（外野天然芝）

### 五福スポーツ広場
サッカーなど各種球技や陸上競技の練習などに利用できる。
- 補助トラックあり

### ジョギングコース
- 全周1,100mと700mのA、B 2コース

### その他施設
- 公園管理事務所（県営富山野球場3塁側内野スタンド下）
- スターバックスコーヒー富山五福公園店（2025年4月30日オープン）[3]
- プロムナード
- 中央広場
  - オブジェ「波」〔1988年（昭和63年）に設置〕
- 遊具コーナー
- 富山歩兵聨隊跡碑 他

## 公園内その他の施設
- アオイスポーツハウス － 富山市のスポーツ施設。丸井の創業者で、富山県出身の青井忠治の寄付をもとにして1967年（昭和42年）に竣工した[4]。

## アクセス
- 富山地方鉄道富山軌道線富山大学前停留場下車すぐ